# Julian Adams
Julian Calhoun Adams (n. secolul al XX-lea, Columbia, Carolina de Sud, SUA) este un producător, scriitor, actor și arhitect american.

## Tinerete si educatie
Este fiul lui Weston Adams și Elizabeth Nelson Adams și s-a născut în Columbia, Carolina de Sud. Și-a petrecut copilăria în Carolina de Sud și Malawi, Africa. A urmat școli în Lilongwe și Blantyre, Malawi. Adams a absolvit Universitatea din Sud cu o diplomă în Arte Plastice, și a obținut, de asemenea, diploma de master în arhitectură de la Georgia Institute of Technology. Este fratele lui Robert Adams VI, Weston Adams III și Wallace Adams-Riley.

## Filmografie
- Massacre at Shelton Laurel (2004)
- The Lighter Journey (2007)
- The Last Confederate: The Story of Robert Adams (2007)
- Phantom (2013)
- The Last Full Measure (2019)